# Jakob Jentgens
Jakob Jentgens (* 1994 in Essen) ist ein deutscher Saxophonist. 

## Leben und Wirken
Jakob Jentgens wuchs in Wuppertal auf. Von 2012 bis 2015 studierte er Mathematik an der Universität Bonn, von 2015 bis 2020 Jazz Saxophon im Bachelor-Studiengang an der Folkwang Universität der Künste in Essen und im Anschluss ebenfalls an der Folkwang Universität Jazz | Improvising Artist bei Karolina Strassmayer und Michael Niesemann mit einem Master-Abschluss. Im Rahmen seines Masterstudiums war er Mitglied des Free Interdisciplinary Performance Lab unter der Leitung von Billy Zhao und Marina Abramović und zeigte seine Performance Entering ... als Teil der Ausstellung 54 Hours of Performances im Museum Folkwang.
Jakob Jentgens spielt in diversen Projekten der freien Szene, darunter die Bands The Dorf, Raissa Mehner Deviation und Wolfgang Pérez AHORA. Gemeinsam mit der Schlagzeugerin Bruna Cabral und der:dem Physical-Theatre-Macher:in Elina Brams Ritzau gründete er das interdisziplinäre CUMA Kollektiv, das 2021 mit dem Folkwang Preis ausgezeichnet wurde. Weitere interdisziplinäre Kooperationen hat er mit der Geschichtenerzählerin Gudrun Rathke, der Figurentheatermacherin Stefanie Oberhoff und den Tänzerinnen Djamila Polo und Antonia Koluiartseva. Seit 2022 ist er Mitglied der Wittener Theatergruppe Theaterspiel. Mit seinen Projekten hatte er Auftritte u. a. in der Kölner Philharmonie, auf der Fusion, beim Mittelfest (it), auf der Jazz Ahead und dem Moers Festival.
Mit dem Bassisten Béla Bluche spielt er unter dem Namen Entretemps. Entretemps bewegt sich an der Grenze zwischen Kammermusik, Jazz und Improvisierter Musik. Gemeinsam mit dem Schlagzeuger Daniel Ismaili wurde Entretemps mit dem Jazz@undesigned Preis der Dörken Stiftung ausgezeichnet. Mit der Tänzerin Djamila Polo spielte Entretemps u. a. im Museum Folkwang, beim Viertelklang Festival 2023 und bei der Essenziale 2023.

## Diskografische Hinweise
- Botticelli Baby: Junk, Unique, 2018
- Bottichelli Baby: Live, 2019[12]
- Hörstück Ohne Worte, 2020
- Botticelli Baby: Saft, Unique, 2021
- Wolfgang Pérez: AHORA, Baumusik, 2024[13]
- The Dorf: GLAM, BOOMSLANG RECORDS, 2025[14]